# Arsenal of Megadeth
Arsenal of Megadeth es un recopilatorio de videos musicales, entrevistas, videos caseros y presentaciones especiales del grupo de thrash metal Megadeth. El álbum fue certificado oro en Estados Unidos y platino en Canadá y argentina.

## Contenido

### Disco 1
1. Extracto de entrevista de radio

(1986)
1. "Peace Sells" video
2. entrevista de 1986
3. "Wake Up Dead" video

(1988)
1. Entrevista con Penelope Spheeris
2. "In My Darkest Hour" video
3. Entrevista de la gira del álbum So Far, So Good... So What!
4. "Anarchy in the U.K." video
5. "No More Mr. Nice Guy" video

(1990)
1. Audición de Marty Friedman
2. Rust in Peace comercial
3. Gira Clash of the Titans tour
4. "Holy Wars...The Punishment Due" video
5. Extracto de Headbangers Ball 1991
6. "Hangar 18" video
7. "Go To Hell" video

(1992)
1. Countdown to Extinction Comercial
2. 3 promociones de Rock the Vote
3. "Symphony of Destruction" video
4. "Symphony of Destruction" video editado
5. "Skin O' My Teeth" video
6. "High Speed Dirt" video
7. "Foreclosure of a Dream" video
8. Extracto de A Day in the Life of Hollywood
9. "Sweating Bullets" video

### Disco 2
(1994)
1. Extracto de Evolver: The Making of Youthanasia
2. "Train of Consequences" video
3. Train of Consequenses detrás de escenas
4. Youthanasia comercial
5. Entrevista de 1994
6. Extracto de Night of the Living Megadeth
7. Extracto de MTV Most Wanted 1995
8. Entrevista 1994
9. "À Tout le Monde" Video
10. Entrevista 1994
11. "Reckoning Day" video

(1997)
1. Cryptic Writings Comercial
2. "Trust" video
3. Trust destras de escenas
4. Cryptic TV
5. " Almost Honest" video
6. " A Secret Place" music video
7. Entrevista de 1998
8. Extracto de The Drew Carey Show 1998

(1999)
1. Risk Promoción
2. "Insomnia" video

(2005)
1. "Sweating Bullets" en vivo Gigantour 2005
2. "Peace Sells" en vivo Gigantour 2005

(DVD Créditos)
1. Youthanasia cubierta

## Personal
- Dave Mustaine: Voz y guitarra (1986 - presente)
- David Ellefson: Bajo (1986 - presente)
- Marty Friedman: Guitarra (1990 - 2000)
- Chris Poland: Guitarra (1984-1987)
- Jeff Young: guitarra (1988-1989)
- Glen Drover: guitarra (2005)
- Gar Samuelson: batería (1986-1987)
- Chuck Behler: batería (1988)
- Nick Menza: batería (1990 - 1998)
- Jimmy DeGrasso: batería (1999-2002)
- Shawn Drover: batería (2005-)
- James MacDonough: Bajo (2005-2006)

## Trivia

### Escrituras en la bomba
En la portada del álbum sale Vic Ratleahead sosteniendo una bomba con escrituras en coreano lo que quieren decir:
- 메가데스 = Megadeth
- 병기창 = "Banco militar", "artillería", "Arsenal"

Lo que junto diría:
- 메가데스 병기창 = "Arsenal de Megadeth"

- Datos: Q522414